# صب الرصاص

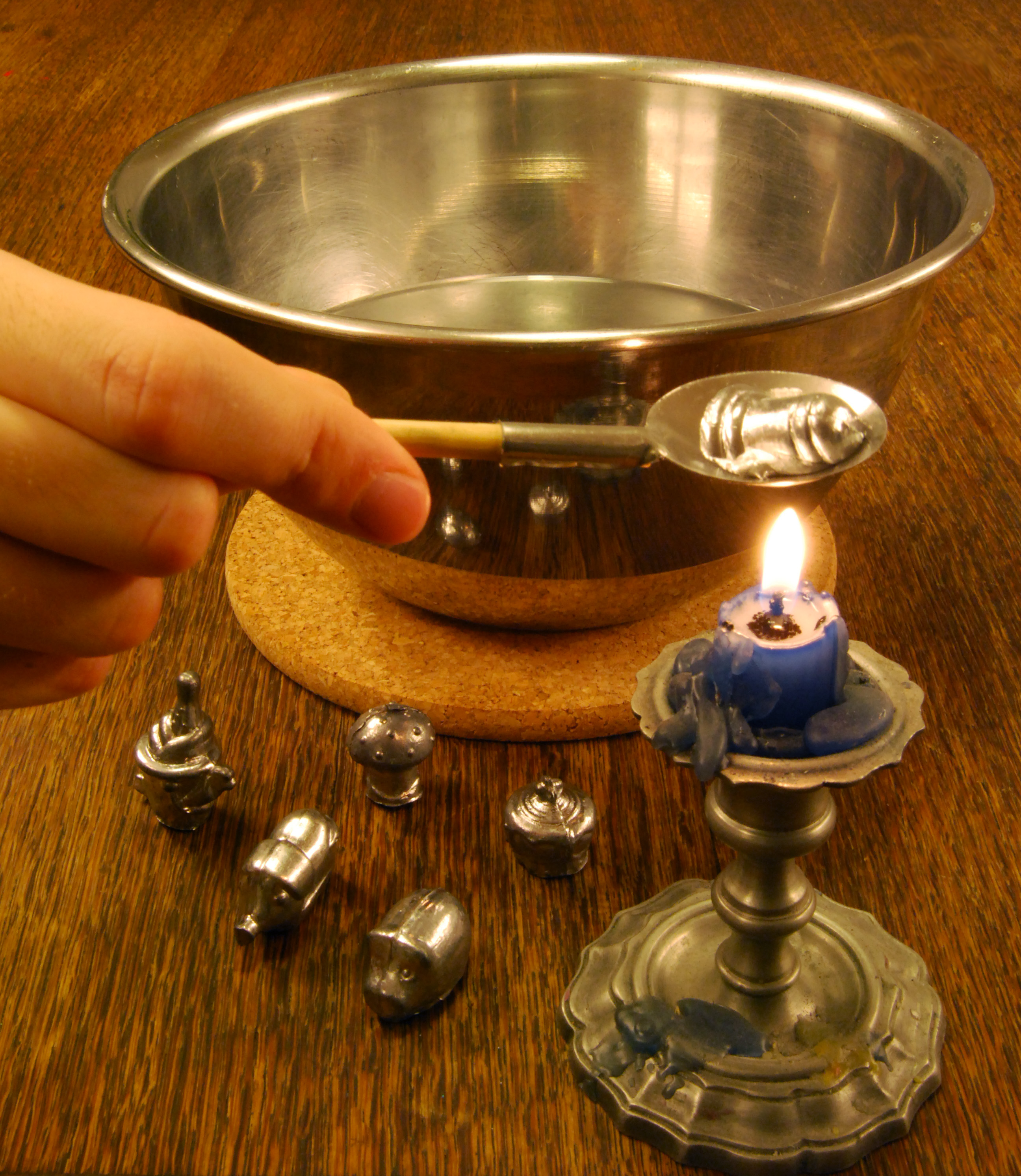
صب الرصاص

صب الرصاص هي عادة تشيع في بعض المجتمعات يقوم بها العرافون أو المشعوذون بهدف التنبؤ والتكهن بالمستقبل. يصهر الرصاص عادة في إناء معدني ثم يلقى على سطح بارد أو في الماء.
ينتشر تقليد صبّ الرصاص في عددٍ من الثقافات؛ ففي بعض المجتمعات العربية يشيع صب الرصاص لصدّ عين الحسد أو إبطال السحر. بالمقابل يستخدم صبّ الرصاص في الماء البارد في بعض المجتمعات الغربية مثل ألمانيا لمعرفة الطالع، خاصّةً يوم عيد رأس السنة الميلادية. إلا أن تلك العادة منعت هناك منذ بداية سنة 2018 بسبب خطورة التسمم بالرصاص.